# سالكي روتينبيرج
سالكي روتينبيرج (بالألمانية: Silke Rottenberg)‏ (و. 1972  م) هي لاعبة كرة قدم ألمانية، ولدت في أويسكيرشن، شاركت في الألعاب الأولمبية الصيفية 2004، والألعاب الأولمبية الصيفية 2000، مركز لعبها هو حارسة مرمى.

## جوائز
حصلت على جوائز منها:
- Female football player of the year  [لغات أخرى]‏ (1998)
- ورقة شجر الغار الفضية.

## روابط خارجية
- سالكي روتينبيرج على موقع الاتحاد الدولي (مؤرشف)  (الإنجليزية)
- سالكي روتينبيرج على موقع الاتحاد الأوربي (الإنجليزية)
- سالكي روتينبيرج على موقع قاعدة بيانات كرة القدم.إي يو (الإنجليزية)
- سالكي روتينبيرج على موقع Soccerway.com (الإنجليزية)
- سالكي روتينبيرج على موقع عالم كرة القدم.نت (الإنجليزية)
- سالكي روتينبيرج على موقع أوليمبيديا (الإنجليزية)